# أنخل آمور روبيال
أنخل آمور روبيال (بالإسبانية: Ángel Amor Ruibal)‏ (1870 - 1930 م) هو فيلسوف إسباني. شغل كرسي اللاهوت والقانون الكنسي في جامعة القديس يعقوب الاسبانية. سعى إلى تطوير نظام فلسفي يصلح لتقديم بنية لاهوتية للعقيدة الكاثوليكية، بتجاوز التأويل السكولائي للفكر الأفلاطوني والأرسطي. تمحور فكره الفلسفي حول نظرية علائقية متبادلة بين الواقع والمعرفة.
أهم آثاره: المشكلات الأساسية للفلسفة وللعقيدة (1914 - 1922 م) في عشرة مجلدات.